# Серце пофарбованої жінки
Серце пофарбованої жінки (англ. The Heart of a Painted Woman) — американська драма режисера Аліс Гі 1915 року.

## У ролях
- Ольга Петрова — Марта Редмонд
- Фрауны Фраутхольц
- Малон Гемілтон
- Джеймс О’Нілл
- Евелін Брент